# The Yankee Doodle Boy
Ne doit pas être confondu avec la chanson « Yankee Doodle ».
The Yankee Doodle Boy est une chanson écrite et composée par George M. Cohan pour sa comédie musicale Little Johnny Jones, créée à Broadway en 1904.
Elle est chantée par le protagoniste principal, un jockey américain patriotique nommé Johnny Jones, qui va en Angleterre pour participer au Derby anglais.
La chanson a été créée sur scène par George M. Cohan, qui a lui-même interprété le rôle de Johnny Jones dans la production originale de Broadway qui débute le 4 novembre 1904. Le 2 décembre, Billy Murray enregistre le morceau pour le label Victor.
La chanson a été interprétée par James Cagney dans le film La Glorieuse Parade (titre original : Yankee Doodle Dandy) sorti en 1942, dans lequel il jouait Cohan.

## Accolades
La chanson (dans la version du film La Glorieuse Parade, chantée par James Cagney) fut classée 71e dans la liste des « 100 plus grandes chansons du cinéma américain » selon l'American Film Institute (AFI).